# Ngoura
Pour les articles homonymes, voir Ngoura (homonymie).
Ngoura est une commune du Cameroun située dans la région de l'Est et le département du Lom-et-Djérem, à proximité de la frontière avec la République centrafricaine.

## Population
Lors du recensement de 2005, la commune comptait 34 489 habitants, dont 2 633 pour Ngoura proprement dit.

## Structure administrative de la commune
Outre Ngoura proprement dit, la commune comprend les localités suivantes :
- Bambouti
- Bangue
- Bohanto
- Bongone
- Camp Sodepa
- Colomine
- Deoulé
- Doumba Bello
- Gabon
- Garga Sarali
- Garoua Yaka
- Gbakombo
- Gounté Bewina
- Guiwa Yangamo
- Guiyo Omté
- Kadey
- Kambo
- Mbele Mbeke
- Mbomba
- Mbordaï
- Ngambadi
- Nganganga
- Ouanden
- Oudou
- Petit Bello
- Petit Ngaoundéré
- Samba
- Singa Carrefour
- Tibala
- Tikondi
- Tongo Gandima
- Woumbou
- Yadoué